# 1930 en littérature
| Années de la littérature : 1927 - 1928 - 1929 - 1930 - 1931 - 1932 - 1933    |
| Décennies de la littérature : 1900 - 1910 - 1920 - 1930 - 1940 - 1950 - 1960 |

Cet article présente les faits marquants de l'année 1930 en littérature.

## Événements
- avril 1930 : Robert Denoël démultiplie ses investissements en s’associant à l'Américain Bernard Steele (1902-1979) avec les « Éditions Denoël et Steele ».
- Dans les salons de l'Alliance française, à Buenos Aires, Antoine de Saint-Exupéry rencontre Consuelo Suncin Sandoval de Gómez qui le séduit aussitôt par sa personnalité de feu et qui va devenir sa muse et son épouse.
- Le premier Prix Interallié de l'histoire est décerné à La Voie royale d'André Malraux.
- Samuel Beckett donne une conférence sur le concentrisme au Trinity College de Dublin.

## Presse
- Janvier : Création aux États-Unis du magazine de science-fiction Astounding Stories.
- Juillet : Le Surréalisme au service de la révolution, revue dirigée par André Breton.
- 3 septembre : Lancement du Hollywood Reporter, premier quotidien américain de l'industrie à être publié.
- 29 octobre : lancement de Je suis partout, hebdomadaire satirique dirigé par Pierre Gaxotte.

- Royaume-Uni : The Times tire à 187 000 exemplaires (quatre fois plus qu’avant-guerre). Le Daily Mail tire à près de 2 millions. L’hebdomadaire News of the World attire 3,2 millions de lecteurs. La presse d’opinion conservatrice domine avec les empires de Lord Beaverbrook (4 millions de lecteurs avec le Daily Express, le Sunday Express et l’Evening Standard) et de Lord Rothermere (Daily Mail General Trust).

## Parutions

### Essais
- Les Demeures philosophales de l'alchimiste Fulcanelli.
- René Le Senne, Le devoir, Paris, F Alcan
- René Le Senne, Le mensonge et le caractère, Paris, F. Alcan

## Nouvelles
- Jules Supervielle, Le Bœuf et l'Âne de la crèche
- Thomas Mann, Mario et le Magicien

### Romans
- A Selva [Forêt Vierge] de Ferreira de Castro
- La Rue sans nom de Marcel Aymé.
- Vent d'Est, Vent d'Ouest de Pearl Buck, avec une préface de Marc Chadourne.
- Rhum - L'aventure de Jean Galmot de Blaise Cendrars.
- La Peur de Gabriel Chevallier.
- Solal d'Albert Cohen.
- Fosse 15 d'Albert Crémieux.
- Premier volume de la Trilogie U.S.A. publiée entre 1930 et 1936 de John Dos Passos, Le 42e Parallèle.
- Paysans, gros bonnets et bombes de Hans Fallada.
- Tandis que j'agonise de William Faulkner.
- Regain de Jean Giono.
- Publication de Naissance de l'Odyssée, de Jean Giono, écrit en 1925-1927.
- Le Faucon Maltais de Dashiell Hammett.
- Un Pèlerin d'Angkor de Pierre Loti.
- La Voie royale d'André Malraux.
- Une vie sérieuse d'Heinrich Mann.
- Vol de nuit d'Antoine de Saint-Exupéry.
- L'Homme sans qualités de Robert Musil (premier tome d'un roman inachevé.

### Pièces de Théâtre
- 17 février : Jean Cocteau, La Voix humaine

## Récompenses et prix littéraires
- Prix du roman populiste : La Rue sans nom de Marcel Aymé
- Prix Goncourt : Malaisie d'Henri Fauconnier.
- Grand prix du roman de l'Académie française : Amour nuptial de Jacques de Lacretelle
- Prix Femina : Cécile de la Folie de Marc Chadourne
- Prix Interallié : La Voie royale d'André Malraux
- Prix Renaudot : Piège de Germaine Beaumont
- Prix Nobel de littérature : Sinclair Lewis

## Naissances
- 30 janvier : Gene Hackman, acteur et romancier américain († 26 février 2025).
- 15 février : Bruce Dawe, poète australien († 1er avril 2020).
- 28 février : Jorge Díaz, dramaturge chilien († 13 mars 2007).
- 28 mars : Heo Geun-uk, autrice sud-coréenne († 25 mars 2017).
- 3 juin : Marion Zimmer Bradley, romancière américaine († 25 septembre 1999).
- 27 juillet : Anatoli Azolski, écrivain russe († 26 mars 2008).
- 17 août : Ted Hughes, poète anglais († 28 octobre 1998).
- 5 novembre : Oh Sangwon, auteur et journaliste sud-coréen († 3 décembre 1985).
- 16 novembre : Chinua Achebe, romancier et poète († 21 mars 2013).
- 20 novembre : Christine Arnothy, romancière française d'origine hongroise († 6 octobre 2015).
- 9 décembre : Edoardo Sanguineti, écrivain italien († 18 mai 2010).
- 13 décembre : Vytautė Žilinskaitė, écrivain lituanienne († 4 avril 2024).

## Décès
- 2 mars : David Herbert Lawrence, écrivain, à Vence (2/03, né en 1885).
- 14 avril : Suicide du poète Vladimir Maïakovski.
- 7 juillet : Arthur Conan Doyle.